# Adieu BZN - The last concert
Adieu BZN – The last concert is het laatste album dat BZN uitbracht. Het is een registratie van het laatste concert in Ahoy op 16 juni 2007. Dit concert was live op tv te volgen, en het drie uur durende concert werd gemiddeld door 1,6 miljoen mensen bekeken.
Dit album -dat zowel op cd als dvd uitkwam- kent veel gelijkenissen met het concert dat live op tv werd uitgezonden, ook al zijn (bij de dvd) enkele camerashots veranderd en is de geluidskwaliteit verbeterd. Bonus op dvd: een laatste nog niet eerder uitgezonden aflevering van Adieu BZN, en de nog nooit eerder vertoonde videoclip van Goodbye;
Er zijn drie versies van Adieu BZN – The Last Concert te verkrijgen: een cd-versie, een losse dvd met het gehele concert en een dvd met bonus cd (met tien tracks).
In de voorverkoop werd zowel de cd als de dvd al goud. De cd is daarmee de 35ste van BZN die met het betreffende edelmetaal werd beloond.
In week 29 kwam Adieu BZN – The Last Concert binnen in zowel de dvd Muziek top 30 als de Album top 100 op nummer 1. In de Album Top 100 was dit de eerste keer dat BZN weer op 1 stond in die lijst sinds het album Pearls (1996-1997). Hierbij kwamen ze in het vaarwater van de Toppers terecht: deze formatiegroep kwam in diezelfde week bij diezelfde hitlijsten beide keren achter BZN op nummer 2 terecht.

## Tracklist
1. Medley: La primavera, Amore, La France, El Cordobes
2. Medley: Lady McCorey, Oh me oh my
3. Troubadour
4. Love's like a river
5. Nathalie
6. My number one
7. It happened 42 Years Ago
8. Medley: Mon amour, Don't say goodbye
9. Medley: Twilight, Le légionnaire, Just an illusion, The old Calahan
10. Medley: Wheels on Fire, If I had only a chance, Help me, Yeppa
11. Leef je leven
12. Mon amour (a capella)
13. Medley: If I say the words, Livin' in a world of love, The summertime, Marrakesh, Waltzing Maria
14. Medley: Wedding bells, Rockin' the trolls
15. Acoestische Medley: Countless days, Walking in heaven, Alleen zonder jou, The gypsy music
16. Le lac du Connemara (incl. Drumsolo)
17. Voor deze ene keer (solo Carola Smit)
18. Medley: Baby Voulez-Vous?, Santo Domingo, La Spagnola
19. Banjo man
20. Goodbye